# Vermileo balearicus
Vermileo balearicus is een vliegensoort uit de familie van de Vermileonidae. De wetenschappelijke naam van de soort is voor het eerst geldig gepubliceerd in 1930 door Wheeler.